# Carlos Adrián Sánchez
Carlos Adrián Sánchez Nava (Cuautla, Morelos; 13 de abril de 2002) es un futbolista mexicano, juega como lateral derecho y su equipo actual es el Club de Fútbol Pachuca de la Primera División de México.

## Trayectoria
Inicio en Guerreros Cuautla ahora conocido como fuerzas básicas pachuca cuautla, comenzó su formación en Artilleros Cuautla ascendiendo el equipo los miraron en arroceros cuatla y con su gran  talento comenzó su carrera a formarse en Sk Sport Street Soccer y Mineros de Zacatecas
Inicio con el equipo del Sk Sport Street de la tercera división, posteriormente ingresó a las básicas de Mineros de Zacatecas.

### Mineros de Zacatecas
Debutaría con el primer equipo el 23 de febrero de 2021 ante Tampico Madero, a partir de la segunda mitad de 2021.

### Club de Fútbol Pachuca
Para el Clausura 2024 los tuzos lo ficharían.
Debutaría en primera división en un partido entre los Pumas UNAM de la Jornada 3 del Clausura 2024. Anotaría su primer gol en la Jornada 3 del Apertura 2024 en la victoria de su equipo frente al Atlético San Luis.

## Palmarés

### Títulos internacionales
| Título                           | Club          | Sede            | Año  |
| -------------------------------- | ------------- | --------------- | ---- |
| Copa de Campeones de la Concacaf | C. F. Pachuca | Pachuca de Soto | 2024 |